# Eugenio Battisti
Eugenio Battisti (* 1924; † 1989) war ein italienischer Kunsthistoriker und -kritiker.
Battisti lehrte an der Universität Genua und veröffentlichte rund 900 Bücher und Artikel, darunter regelmäßige Kolumnen in der Tageszeitung "Il Mondo" und Beiträge für die Enciclopedia Universale dell'Arte.
Seine wissenschaftliche Laufbahn führte ihn außerdem an die Pennsylvania State University und nach Rom, wo er Ordinarius für Architekturgeschichte an der Universität Tor Vergata war.
Heute trägt das Museum für Industrie und Arbeit im oberitalienischen Brescia seinen Namen: Museo dell'Industria e del Lavoro "Eugenio Battisti.

## Ausgewählte Schriften
- L'antirinascimento, Mailand 1964
- Filippo Brunelleschi, Mailand 1976
- Piero della Francesca, Mailand 1971 und 1990
- Cimabue, Mailand 1963 und Pennsylvania University Press

auf Deutsch:
- Hochrenaissance und Manierismus, Baden-Baden, Kunst der Welt 1979
- Der Bildhauer Michelangelo, ins Dt. übertr. von Barbara Schütz, Herrsching 1989 – ISBN 3-88199-546-3
- Filippo Brunelleschi, Berlin 2002

## Bibliographie
- Giuseppa Saccaro Del Buffa / Francesco M. Battisti (Hrsg.): Bibliografia degli scritti di Eugenio Battisti (1940 - 1991), Roma 1991